# Marita Tjarks-Sobhani
Marita Tjarks-Sobhani (* 1948) ist eine deutsche Professorin für Technische Redaktion an der Internationalen Hochschule SDI München und Mitbegründerin der Textagentur Hennig & Tjarks.

## Leben
Tjarks-Sobhani studierte Germanistik, Anglistik und Pädagogik an der Universität Hamburg, wo sie nach einer sprachwissenschaftlichen Dissertation als wissenschaftliche Angestellte mit dem Schwerpunkt Fachsprachenforschung arbeitete. Nach ihrer Promotion arbeitete sie vorerst als Kommunikationsberaterin für einen Münchner Elektro-Konzern. Seit 1985 ist sie selbstständige Kommunikationsberaterin und Kommunikationstrainerin, wobei sie auf Technische Kommunikation und Fachpressearbeit spezialisiert ist. Zwischen 1993 und 1998 war sie Stellvertretende Vorsitzende der Gesellschaft für Technische Kommunikation (tekom). Seit 2007 ist sie Professorin für Technische Redaktion an der Internationalen Hochschule SDI München. Im gleichen Jahr gründete sie zusammen mit Jörg Hennig die Textagentur Hennig & Tjarks.

## Forschung
Die Veröffentlichungen von Tjarks-Sobhani behandeln vor allem das Thema Technische Redaktion (TR). Ihre Lehrtätigkeit an der Hochschule für Angewandte Sprachen München bringt es mit sich, dass sie hierbei einen Schwerpunkt auf das Studium legt. Eine Kernkompetenz der TR sieht Tjarks-Sobhani im „Schreiben“. In ihrem Beitrag zum Sammelband „Professionell Kommunizieren“ stellt sie acht Teilkompetenzen heraus, die ein Technischer Redakteur beherrschen muss: textsortenspezifisches Schreiben, zielgruppengerechtes Schreiben, didaktisches Schreiben, rechtssicheres Schreiben, übersetzungsgerechtes Schreiben, medienspezifisches Schreiben, ökonomisches Schreiben und Schreiben für den globalen Markt. Wenn man diese Teilkompetenzen zum Beispiel auf das Schreiben von Anleitungen anwendet, so hat das ihrer Meinung nach den Nutzen, dass Leser die Texte einfacher verstehen und somit Produkte auch schneller und besser verwenden können. Für Unternehmen hat dies laut Tjarks-Sobhani zur Folge, dass die Anzahl der Reklamationen sinkt und die Kundenbindung steigt. Weitere positive Auswirkungen für Unternehmen sieht sie im Schutz vor Haftungsansprüchen, in Rechtssicherung bzw. Verhinderung von Rechtsansprüchen und in geringeren Übersetzungskosten durch einen schnelleren Translationsvorgang. Dieser schnellere Translationsvorgang ist auch deshalb möglich, da der Text durch den Technischen Redakteur bearbeitet wird und die dadurch entstehenden Module (oder Textbausteine) einfacher übersetzt werden können als dies in komplexeren Texten der Fall ist. Diese Module haben außerdem den Vorteil, dass sie mehrfach, also in mehreren Texten und von mehreren Abteilungen eines Unternehmens, genutzt werden können. Dies setzt allerdings eine möglichst perfekte Formulierung voraus, die zum Beispiel keine mehrdeutigen, missverständlichen oder unpräzisen Informationen enthält. Laut Tjarks-Sobhani können auch aus diesem Grund nur ausgebildete Technische Redakteure zur TR herangezogen werden. Auch die acht Teilkompetenzen können nur in einem Studium zum Technischen Redakteur ausreichend entwickelt werden, erklärt Tjarks-Sobhani, womit sie zur Professionalisierung dieses Berufs beiträgt. Durch das Ansprechen von Translationsprozessen sowie der Teilkompetenz „Schreiben für den globalen Markt“, was ihrer Meinung eine Grundvoraussetzung für eine reibungsfreie internationale Kommunikation ist, trägt Tjarks-Sobhani auch indirekt zur Professionalisierung der Übersetzungswissenschaft bei.

## Publikationen

### Artikel (Auswahl)
- Indexer – etabliert sich ein neuer Beruf? Organisation und Ausbildungsmöglichkeiten für Indexersteller. In: Technische Kommunikation. Heft 3 / 2011. 43–45.
- Mit Anne Lehrndorfer: Neue Hochschulausbildung in Bayern. Hochschule für Angewandte Sprachen – Fachhochschule des SDI. In: Technische Kommunikation. Heft 3 / 2007. 48–52.
- Schutzbauelemente: Zuverlässig und sicher. In: Magazin COMPONENTS / Applikationen. Ausgabe 4 / 2003.
- Seriös und wirkungsvoll werben – mit Fachaufsätzen. In: Betriebslinguistische Beiträge. Heft 5 / 2001.
- Der Weg in die technische Redaktion – eine Bestandsaufnahme. In: tekom Nachrichten. Heft 5 / 1996. 18–20.
- Erst lesen – dann fahren? Erfahrungen mit Kfz-Betriebsanleitungen. In: tekom Nachrichten. Heft 5 / 1996. 6–8.
- Wird unsere Sprache gestutzt? Kontrolliertes Deutsch in Technischer Dokumentation. In: tekom Nachrichten. Heft 3 / 1989. 23–24.

### Veröffentlichungen zusammen mit Jörg Hennig (Auswahl)
- (Hrsg.): Content Management und Technische Kommunikation. Lübeck: Schmidt-Römhild (Schriften zur Technischen Kommunikation 18). 2013.
- (Hrsg.): Zielgruppen für Technische Kommunikation. Lübeck: Schmidt-Römhild (Schriften zur Technischen Kommunikation 17). 2012.
- (Hrsg.): Technische Kommunikation im Jahr 2041. 20 Zukunftsvisionen. Lübeck: Schmidt-Römhild. (Schriften zur Technischen Kommunikation 16). 2011.
- (Hrsg.): Veränderte Mediengewohnheiten – andere Technische Kommunikation? Lübeck: Schmidt-Römhild. (Schriften zur Technischen Kommunikation 15). 2010.
- (Hrsg.): Wörterbuch zur technischen Kommunikation und Dokumentation. Lübeck: Schmidt-Römhild. 1998.
- Wie beherrschen Kinder unterrichtskonstitutive Sprechhandlungen zum Zeitpunkt der Einschulung. Ein Projektbericht. In: Ehlich, Konrad/Jochen Rehbein (Hrsg.): Kommunikation in Schule und Hochschule. Tübingen: Narr. 1983. 215–234.
- (u. a.): Poetische Sprache – Trivialliteratur – Werbung. Thesen für den Deutschunterricht als Ergebnis eines linguistischen Projekts. In: Wirkendes Wort. Heft 23 / 1973. 379–389.

### Monografien
- Anweisende Texte verfassen. Teil eines Fernstudienganges zum Technischen Autor. Hamburg: Axel Andersson Akademie. 1994.
- Grundlagen von Kommunikation II. Teil eines Fernlehrganges zum Technischen Autor. Hamburg: Axel Andersson Akademie. 1994.
- Schule lernen. Eine Beschreibung von Aneignungsprozessen situationsbezogenen Sprachhandelns. Frankfurt a. M./Bern/New York: Peter Lang.(Sprache in der Gesellschaft Band 5). 1985.